# 絶対に訴えてやるぞ!!芸能人VS弁護士軍団・大爆笑!法律バトル
『絶対に訴えてやるぞ!!芸能人VS弁護士軍団･大爆笑!法律バトル』（ぜったいにうったえてやるぞ げいのうじんブイエスべんごしぐんだん だいばくしょう ほうりつバトル）は、日本テレビ系列で2000年12月9日から2001年10月7日にかけてスーパースペシャル枠と日曜特番にて放送されていた特番である。

## 概要
『行列のできる法律相談所』のパイロット版で、当時同局が行っていた新番組プロジェクトの一環として放送されていた。内容は「行列」と同様、日常生活における様々なトラブルを取り上げ、そのトラブルについて法的にどのように裁かれるのかを「史上最強の弁護士軍団」と銘打った4人の弁護士が判定し、自らその見解を説明するというものだった。また、途中にはレギュラー放送開始後も長らく放送された「法律の落とし穴」というクイズコーナーをはさんでいて、一部の系列局でも後日放送されていた。
結果的に2002年4月から23年間にわたりタイトルと番組をリニューアルをしてレギュラー化したが、2025年3月末で終了することが分かった。

## 出演者
司会
- 所長：島田紳助
- 秘書：松本志のぶ（当時：日本テレビアナウンサー）

史上最強の弁護士軍団
- 北村晴男
- 住田裕子
- 久保田紀昭
- 丸山和也

## スタッフ
- 企画：日本テレビ次世代バラエティプロジェクト
- 構成：高瀬真尚、桜井慎一、金森直哉、中村周史、山名宏和、吉野宏（山名・吉野→第3回）
- ロケ技術：ファーストウィング（第1,3回）、だだだ（第2,3回）、ゴーエン、池田屋、TAO（TAO→第3回）
- SW：米田博之（第2,3回）
- カメラ：三井隆裕（第3回）
- 音声：三石敏生（第3回）
- 調整：弓削聡（第3回）
- 美術：小野寺一幸
- デザイン：星野充紀
- リサーチ：喜多あおい、斎藤道子、猪目匡美
- 演出補：広瀬聡子、濱本美香（共に第3回）、平野彰子（第2,3回）
- 編集：安井純治
- MA：奥田幸裕
- 音効：加藤つよし
- 制作進行：佐々木乃武良
- デスク：小池智子
- 編集D(第3回)：飯塚一志
- AP(第2,3回)：吉岡五月
- 広報：杉山克美（第3回）
- TK：福岡由紀（第3回）
- 制作協力：いまじん、ジーワン（ジー→第2,3回）
- ディレクター：鬼丸尚、東井文太、小島友行、木下仁志、神山祐人、山下美紀子（山下→第2,3回）
- 総合演出：髙橋利之（第1回は演出）
- プロデューサー：松岡至／相川弘隆、福島ツトム（福島→第2,3回）
- チーフプロデューサー：柏木登
- 製作著作：日本テレビ

### 過去のスタッフ
- 企画：日本テレビ次世代バラエティプロジェクト/岡田謙吾、小澤太郎、三枝孝臣、髙橋利之、松岡至、毛利忍、金田有浩、瓜生健、福士睦、鬼丸尚、栗原甚、高谷和男（メンバー表記は第1回）
- 構成：中丸智司（第1,2回）
- SW：中川昭生（第1回）
- カメラ：榎本丈之（第1回）、渡辺滋雄（第2回）
- 音声：今野健、池田正義（共に第1回）、鈴木佳一（第2回）
- 調整：佐久間治雄（第1回）、山口孝志（第2回）
- 演出助手：神野敬久（第1回）
- 演出補：鈴木真知子（第2回、第1回は演出助手）、星野喜孝（第2回）
- デスク：芝本美樹（第1,2回）
- 広報：神山喜久子（第1回）、西室由香里（第2回）
- 編成(第2回)：金田有浩
- TK：石島加奈子（第1,2回）
- 制作P(第2回)：面高直子（第1回はプロデューサー）
- ディレクター：伊藤和彦（第2回）
- プロデューサー：今村司（第1回）、笹尾光（第2回）
- 制作：吉岡正敏（第1,2回）